# Per Beskow
Per Erik Beskow (23 de dezembro de 1926 em Estocolmo - 3 de março de 2016 em Visby ) foi um estudioso bíblico sueco, teólogo, historiador da igreja, patrólogo e professor associado da Universidade de Lund.

## Biografia
Per Beskow nasceu em 23 de dezembro de 1926 como filho dos correios Erik Janzon e Elsa Nygren. Ele pertencia à família Beskow através de sua avó Anna Beskow.
Beskow estudou teologia na Universidade de Uppsala e teve um grande interesse em patrística, literatura e teologia da igreja primitiva. Foi ordenado na Igreja da Suécia em 1952 pela diocese de Strängnäs, e depois continuou seus estudos de licenciatura e doutorado em teologia prática e história da igreja. Em 1961, ele foi admitido na Igreja Católica Romana.
Beskow defendeu sua tese em Uppsala em 1962 para o doutorado em teologia e se tornou um mestre da filosofia em 1966. Ele foi nomeado professor associado de patologia exegética na Universidade de Uppsala após sua tese de doutorado e foi promovido a jubileu de teologia em 2012.
Em 1968, ele foi professor associado do Boston College, da Universidade dos Jesuítas de Boston, para participar da construção de um departamento de pós-graduação. De 1969 a 1972, foi professor associado da Universidade de Ciências Aplicadas de Gävle, professor de 1972-1973 no St. Martin's College em Lancaster, Inglaterra (equivalente a um colégio de professores). Ele ensinou Exegese do Novo Testamento em Uppsala de 1973 a 1974.
Entre 1974 e 1985, ele foi professor associado de história religiosa em Lund. Em 1979, ele fundou o Collegium Patristicum Lundense junto com outros pesquisadores. Ele também publicou uma série de traduções de textos patrísticos. Em seu trabalho “Strange Tales about Jesus” (1983), ele criticou a pesquisa de Edmond Székely, comprovando a falsificação de seu trabalho no arquivo do Vaticano e na Biblioteca Nacional da Áustria.
De 1985 a 1992, foi professor sênior de história da igreja no Departamento de Teologia de Lund.
Desde 1989, ele foi funcionário da National Encyclopedia e escreveu cerca de 1.000 artigos sobre religião e continuou com as atualizações da edição online da NE. Beskow era membro da Sociedade Nathan Söderblom e da Sociedade Científica de Lund.
Em 2011, ele recebeu o Prêmio Anders Nygren da Faculdade de Teologia da Universidade de Lund. A editora de livros Artos & Norma fundou o prêmio Per Beskow de 2014 para acadêmicos / escritores mais jovens que trabalham no encontro entre teologia, sociedade e cultura. O prêmio do ano de 2014 foi para o Professor Associado Jayne Svenungsson.
Ele morreu em 3 de março de 2016 em Visby, na ilha de Gotland.

## Publicações
His Strange Tales (1985) é uma coleção de ensaios e pesquisas sobre apócrifos modernos, o que Beskow mais tarde (2011) preferiu denominar "mistificações". Isso incluiu investigações sobre a fraude de Edmund Bordeaux Szekely "Essene Letter" (1937) e outras. Strange Tales foi um dos primeiros livros a colocar em dúvida o Evangelho Secreto de Marcos, de Morton Smith. Smith respondeu ameaçando processar a Fortress Press. Strange Tales (1985) também abordou, em inglês, o assunto de seu antigo Jesus i Kashmir: Historien om en legend (1981), que trata das reivindicações das viagens de Jesus à Índia. Beskow atualizou suas pesquisas sobre esses "mistérios" em The Blackwell Companion to Jesus (2011).